# Datolite
La datolite è un minerale appartenente al supergruppo della gadolinite.

## Abito cristallino
Cristallizza nel sistema monoclino, abito prismatico.

## Origine e giacitura
È un minerale secondario rinvenibile nelle rocce basaltiche. Esistono alcuni giacimenti di datolite in Italia (tra Alto Adige, Emilia-Romagna e Liguria). La concentrazione di boro presente in questo minerale è di solito non sufficiente per giustificarne l'estrazione.

## Forma in cui si presenta in natura
Cristallizza in forme irregolari, poliedriche e tozze, oppure in aggregati e concrezioni di vari colori (spesso verdastre o azzurrognole).